# Notre-Dame (Niort)

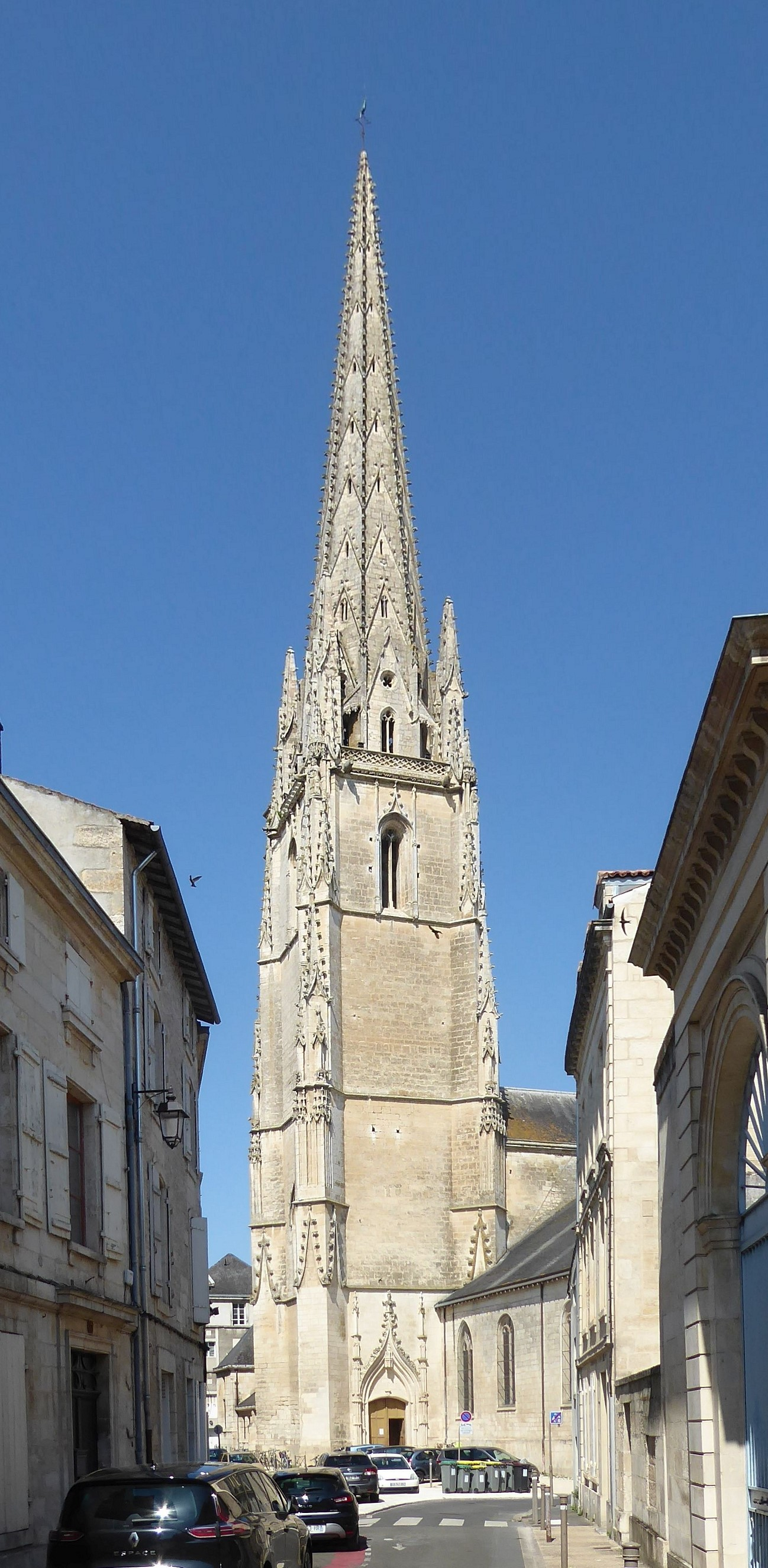
Notre-Dame in Niort, Blick zum Turm

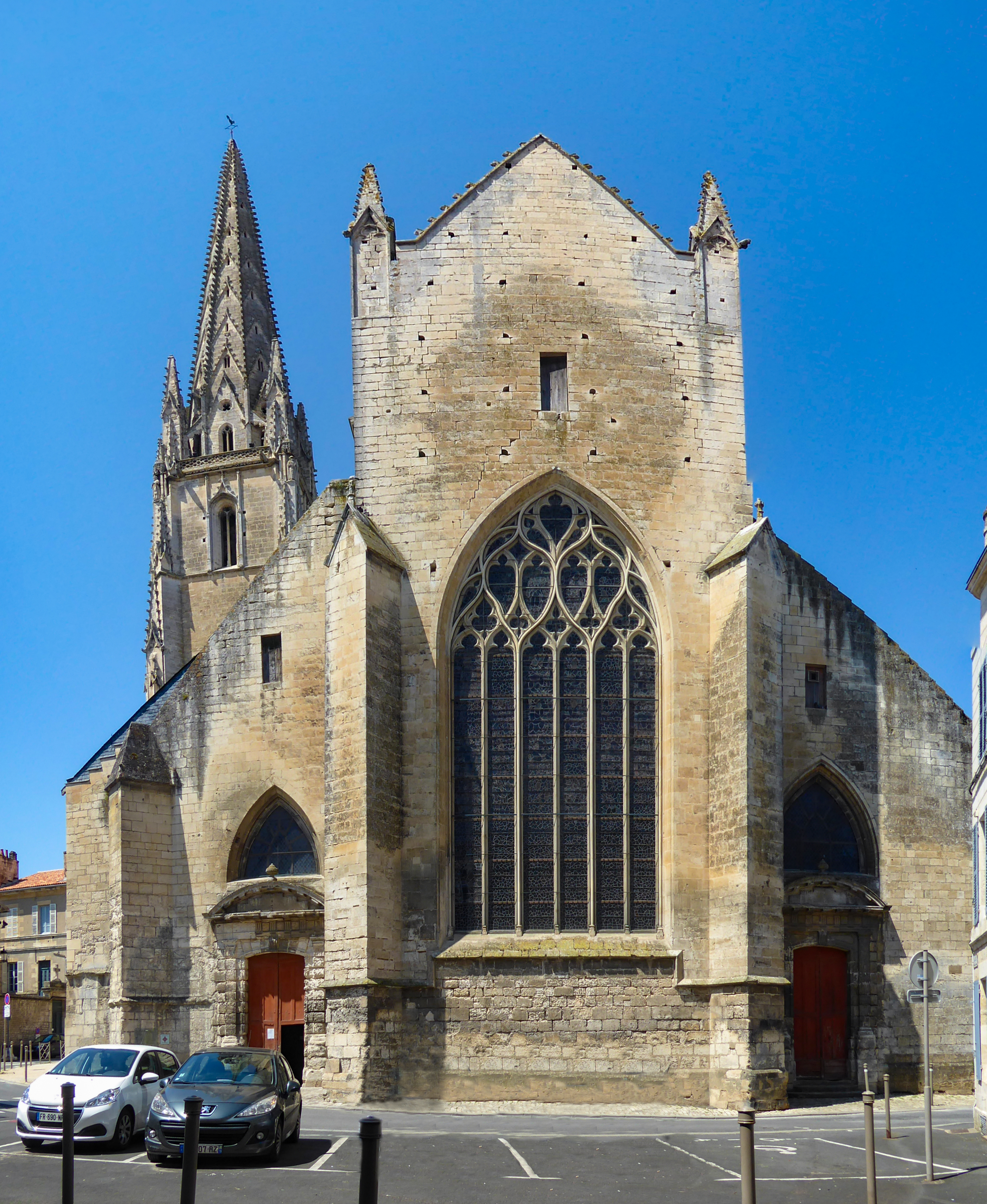
Notre-Dame, Chorhaupt

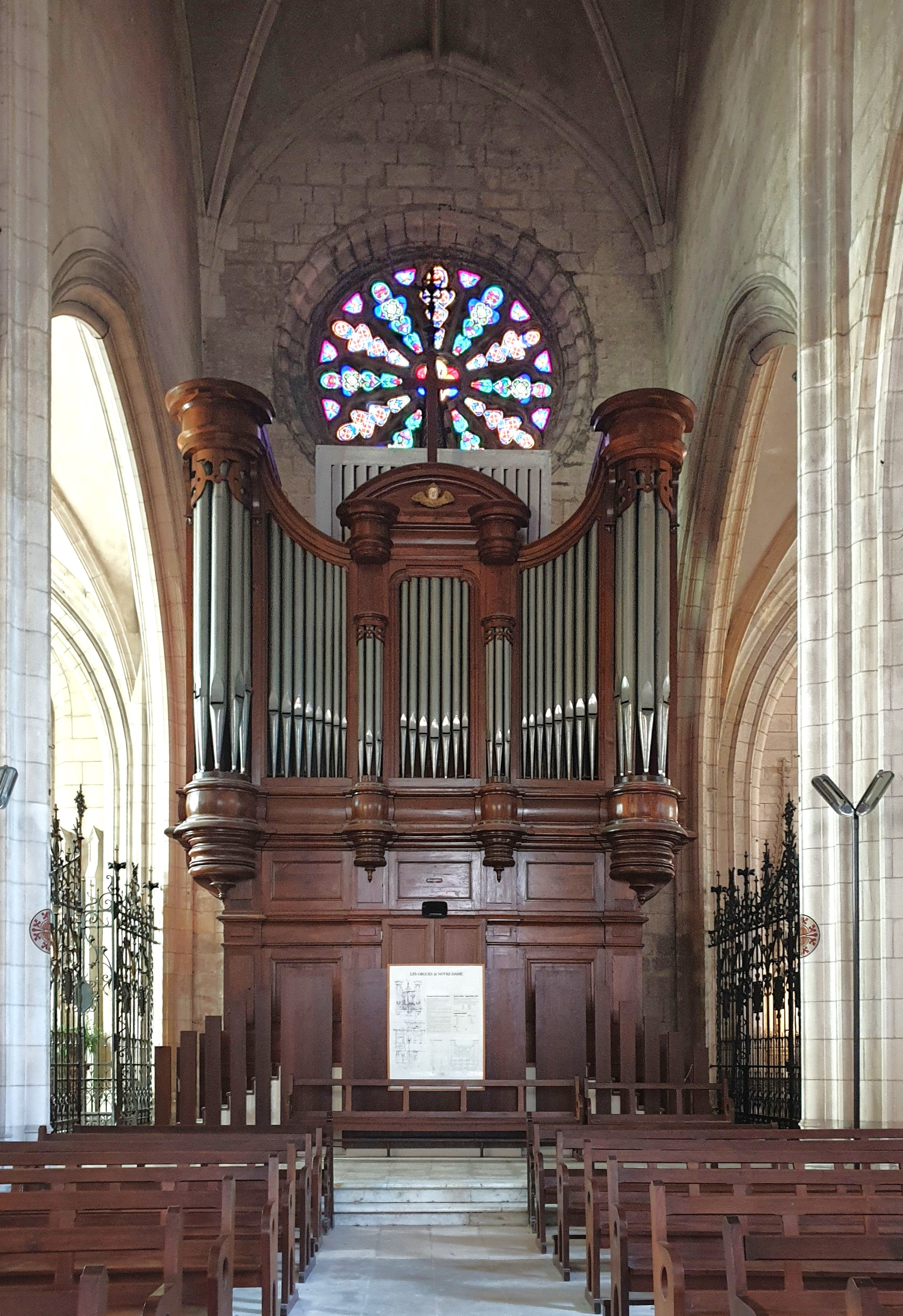
Die Orgel im südlichen Querhaus

Die römisch-katholische Pfarrkirche Notre-Dame befindet sich in Niort im französischen Département Deux-Sèvres in der Region Nouvelle-Aquitaine. Die Kirche wurde 1908 als Monument historique klassifiziert. Die auf einer Anhöhe stehende Kirche überragt die Altstadt von Niort und ihr mit gotischem Maßwerk geschmückter Kirchturm, der von einem steinernen Turmhelm bekrönt wird, ist mit 75 Metern Höhe das höchste Monument im Département Deux-Sèvres.

## Geschichte
Eine zu Ehren der heiligen Jungfrau Maria geweihte Kirche in Niort soll der Überlieferung nach bereits im Jahr 799 durch Karl den Großen der Abtei Charroux geschenkt worden sein. Der Besitz der Kirche wurde der Abtei im Jahr 1050 durch Papst Leo IX. bestätigt. Der romanische Vorgängerbau wurde laut einer Inschrift unter dem großen westlichen Buntglasfenster der Kirche Notre-Dame, die wahrscheinlich den Beginn der Bauarbeiten angibt, ab dem  26. Mai 1491 durch den heutigen repräsentativen spätgotischen Bau ersetzt. Der Neubau im Stil der Flamboyantgotik fand in den Jahrzehnten des wirtschaftlichen Aufschwungs in der Region nach dem Ende des Hundertjährigen Krieges 1453 statt. Die Bauarbeiten wurden im Jahr 1534 mit einer vermutlich nicht fertig gestellten Kirche eingestellt. Das möglicherweise unvollendete Kirchenschiff wurde in den Chorraum mit geradem Ostabschluss umgewandelt. In der Chorwand befindet sich ein großes Maßwerkfenster, dessen spätgotische Glasmalerei die Wurzel Jesse darstellt. Das dreischiffige Langhaus umfasst vier Joche. Die Seitenschiffe werden von jeweils vier Seitenkapellen flankiert. Ihnen schließt sich ein schmales Querhaus an. Östlich des Querhauses werden die Seitenschiffe parallel zum Chorraum weitergeführt und enden mit dem Ostabschluss der Kirche in Höhe des Chors.

## Ausstattung
Zahlreiche Ausstattungsgegenstände der Kirche sind als Einzelobjekte als Monuments historique denkmalgeschützt, darunter das große Ostfenster mit der Darstellung der Wurzel Jesse. Nach Zerstörugnen in den Religionskriegen sind nur Fragmente der Glasmalereien erhalten. Das Fenster wurde im Jahr 1993 rekonstruiert. Zu den weiteren Objekten gehört der Taufstein aus dem 19. Jahrhundert, in dessen Seiten sechs skulptierte Reliefs aus dem 16. Jahrhundert eingelassen wurden. Sie stellen Moses, der eine Quelle entstehen lässt, Noah, der eine Taube freilässt sowie die Taufe Christi dar. Der Hochaltar wurde im Jahr 1827 gefertigt, ist mit Marmor verkleidet und vergoldet. Auf der Vorderseite findet sich eine symbolische Darstellung der knieenden Kirche inmitten strahlender Wolken. In ihrer rechten Hand hält sie eine strahlende Hostie in einem Kelch, in ihrer linken Hand ein aufgeschlagenes Buch. Die Predigtkanzel aus geschnitztem Holz entstand 1766 in neugotischen Formen mit Reliefdekor die Verkündigung, die Unbefleckte Empfängnis Mariens, die Geburt Christi sowie die Himmelfahrt darstellend. Die Kanzel wurde ursprünglich 1874 in der Kirche von Château-Larcher aufgestellt.

## Orgel
Die Orgel der Kirche Notre-Dame ist seit dem Jahr 1982 als Monument historique eingestuft. Das Instrument wurde im Jahr 1841 durch die Orgelbauer Daublaine und Callinet geschaffen. 1853 erweiterte die Firma Ducrocquet die Orgel um das Pedal. Im Jahr 1882 modernisierte Georges Wenner die Mechanik des Instruments. 1926 veränderte der Orgelbauer Binetti die Tonhöhe der Orgel und installierte Zungenregister. Seit 1987 führte Henry Saby eine Totalrestaurierung des Instruments durch. Im Oktober 2001 erfolgte die Neuweihe des restaurierten Instruments durch Jean-Paul Lécot.